# Revue wagnérienne
La Revue wagnérienne era una rivista francese fondata a Parigi nel 1885, dedicata allo studio critico e alla storia quotidiana di Richard Wagner. Mensile, apparve dal febbraio 1885 (due anni dopo la morte del compositore) al luglio 1888.

## Personalità

### Fondatore-Direttore
- Édouard Dujardin

### Finanziatori e promulgatori
Houston Stewart Chamberlain, il conte de Dysart, il barone Emmanuel de Graffenrield, Marius Fontane, madame Hellmann, madame Pelouze, il conte Henri de Valgorge e l'Associazione wagneriana universale.

### Redattori
- Charles Bonnier
- Pierre Bonnier
- Jules de Brayer
- Houston Stewart Chamberlain
- Édouard Dujardin
- R. de Egusquiza
- Alfred Ernst
- Edmond Evenepoel[3]
- Louis de Fourcaud
- Robert Godet
- Alfred de Gramont
- Émile Hennequin
- Joris-Karl Huysmans
- Charles Malherbe
- Stéphane Mallarmé
- Catulle Mendès
- Stuart Merrill
- Charles Morice
- Gabriel Mourey
- Georges Noufflard
- Amédée Pigeon
- Pierre Quillard
- Jean Richepin
- Édouard Rod
- Édouard Schuré
- J. Van Santen Kolff
- Albert Soubies
- Algernon Swinburne
- Paul Verlaine
- Charles Vignier
- Villiers de l'Isle Adam
- Johannès Weber
- Victor Wilder
- Hans de Wolzogen
- Teodor de Wyzewa

Testi ripresi
- Charles Baudelaire, « Interprétation par Baudelaire », estratto da Richard Wagner et Tannhaeuser à Paris, 1861
- Franz Liszt, « Paraphrase », estratto da Lohengrin et Tannhaeuser de Richard Wagner, 1851
- Gérard de Nerval, Souvenirs sur Lohengrin, 1849
- Richard Wagner, Beethoven ; Le prélude de Lohengrin, commentaire-programme ; L'Évocation d'Erda ; Frammenti inediti (I : Programme au prélude de Tristan ; II : Programme au prélude du troisième acte des Maîtres [chanteurs] - III : Programme au prélude de Parsifal - IV : Esquisse au drame buddhique : les Vainqueurs).

### Illustratori
Jacques-Émile Blanche, Fantin-Latour, Odilon Redon.